# Pheidole lighti
Pheidole lighti är en myrart som beskrevs av Wheeler 1927. Pheidole lighti ingår i släktet Pheidole och familjen myror. Inga underarter finns listade i Catalogue of Life.